# Cimetière de Rahumäe
Le cimetière de Rahumäe (estonien : Rahumäe kalmistu) est un cimetière boisé du quartier  Rahumäe de l'arrondissement de Nõmme à Tallinn en Estonie.

## Architecture

### Plan
L'ensemble du cimetière était divisé en au moins 25 parcelles .
Le cimetière est traversé par la route Rahumäe tee, du côté ouest de laquelle se trouvent l'ancien cimetière et le cimetière des pompiers, et du côté est se trouve le nouveau cimetière juif.
L'ancien cimetière est entouré d'un mur sur trois côtés, des clôtures ont été plantées ailleurs. Des lieux de sépulture ont été achetés jusqu'à l'établissement du régime soviétique. Selon le prix, des parties plus représentatives et plus modestes du cimetière se sont développées, dont la conception et l'entretien ont été pris en charge par les propriétaires des lieux de sépulture.

### Chapelle du cimetière juif
La chapelle en bois du cimetière a été achevée entre 1910 et 1920,.

### Chapelle de la paroisse de Charles
La chapelle en pierre calcaire a été achevée en 1913 selon le projet de l'ingénieur Anton Uesson du bureau de construction de Voldemar Lender. La chapelle imite l'église Charles de Tallinn avec ses deux tours.
Deux cloches furent commandées en Allemagne pour la chapelle, dont une était fissurée. En 1937, l'horloge cassée fut donnée au Fonds de dotation sous-marine dans le cadre d'une collecte de ferraille, pour laquelle une plaque commémorative fut reçue et placée sur le mur de l'église. Depuis les années 1970, la chapelle sert de lieu d'entreposage pour le cimetière.

### Chapelle de la paroisse du Saint-Esprit
La chapelle a été achevée selon les plans de l'architecte Elmar Lohu en 1932. Le 24 juillet 1932, une plaque commémorative pour les membres de la paroisse tombés pendant la guerre d'indépendance est installée sur la chapelle nouvellement construite. Les noms de 16 hommes étaient gravés sur la plaque. Le monument n'a pas été restauré.
La chapelle sert actuellement de chapelle funéraire générale du cimetière (à l'exception du cimetière juif).

### Mémoriaux
Dans le cimetière se trouve une fosse commune de ceux qui ont été assassinés le 16 octobre 1905 au Nouveau Marché de Tallinn (au moins 94 personnes sont mortes). En 1959, une sculpture de Juhan Raudsepa a été amenée au cimetière. Elle a été réalisée en 1931 et se trouvait à l'origine près de l'Opéra national estonien. Au printemps 1969, les marins de la garnison de Tallinn brisent les croix marquant les cimetières. En 1974, le lieu de sépulture a été renové,,.

## Histoire
Le cimetière de Rahumäe a été construit à la fin du XIXe siècle dans les dunes de sable de Mustamäe à côté de Nõmme, le long de la route Vana-Pärnu maantee à la frontière du manoir de Jälgimäe. Le terrain attribué par le conseil municipal de Tallinn a été divisé comme suit : 17 200 mètres carrés de terrain pour la congrégation de Saint-Jean, 12 400 mètres carrés pour la congrégation de Charles et 2 400 mètres carrés chacune pour l'église du Saint-Esprit et l'église baptiste.
Le 7 septembre 1903, le nouveau cimetière paroissial de Charles fut consacré sous le nom de Rahumäe.
Le cimetière a constamment été étendu. Seize ans après la mise en service du cimetière, l'aggrandissement a eu lieu vers l'ouest, vers l'actuel Ehitajate tee. Le 25 juin 1928, le conseil municipal demanda au ministre de l'Intérieur de confirmer le projet de construction de nouveaux cimetières du côté oriental de la route Rahumäe tee, s'étendant jusqu'à la voie ferrée.
Au fil du temps, les clôtures métalliques qui entouraient les lieux de sépulture ont disparu (depuis 1978, l'enlèvement arbitraire des plaques forgées est interdite) et l'accent a été mis sur l'aménagement paysager.
À partir des années 1940, la gestion des cimetières fut confiée au service de construction de la municipalité. À partir de février 1941, le Conseil des commissaires du peuple de la RSS d'Estonie a placé le cimetière sous l'autorité des institutions de gestion communale de la ville de Tallinn,.

## Personnalités enterrées au cimetière
- August Allik (1920–1962)
- Ilmar Aluvee (1969–2013)
- Gottlieb Ast (1874–1919)
- Vladimir Beekman (1929–2009)
- Paul Burman (1888–1934)
- Erika Esop (1927–1999)
- Gunnar Graps (1951–2004)
- Juhan Jaik (1899–1948)
- Ernst Joll (1902–1935)
- Jaan Kalviste (1898–1936)
- Jaan Kiivit senior (1906–1971)
- Jaan Kiivit junior (1940–2005)
- August Kirsimägi (1905–1933)
- Vilhelmine Klementi (1904–1929)
- Aleksander Klumberg (1899–1958)
- Jaan Koort (1883–1935)
- Jaan Kreuks (1891–1923)
- Jaan Kross (1920–2007)
- Otto Krusten (1888–1937)
- Peeter Kurvits (1891–1962)
- Jaanus Kuum (1964–1998)
- August Lass (1903–1962)
- Teodor Lippmaa (1892–1943)
- Georg Luiga (1866–1936)
- Olaf Luiga (1908–1939)
- Jakob Mändmets (1871–1930)
- Konstantin Märska (1896–1951)
- Natalie Mei (1900–1975)
- Johannes Mülber (1889–1938)
- Ellen Niit (1928–2016)
- Jaan Oks (1884–1918)
- Evald Oldekop (1885–1952)
- Velda Otsus (1913–2006)
- Johannes-Georg Parikas (1880–1958)
- Endel Pärn (1914–1990)
- Artur Perna (1881–1940)
- Aleksander Pürge (1887–1940)
- Kristjan Raud (1865–1943)
- Paul Raud (1865–1930)
- Jakob Rosenberg (1881–1937)
- Jaan Rumma (1887–1926)
- Vello Saatpalu (1935–2013)
- Elmar Salulaht (1910–1974)
- Peep Sarapik (1949–1994)
- Reinhold Saulmann (1895–1936)
- Julius Seljamaa (1883–1936)
- Venda Tammann (1932–2010)
- Aleksander Tassa (1882–1955)
- Kalmer Tennosaar (1928–2004)
- Heinrich Tiidermann (1863–1904)
- Leopold Tõnson (1878–1935)
- Toomas Uba (1943–2000)
- Marie Under (1883–1980)
- Agaate Veeber (1901–1988)
- Kuno Veeber (1898–1929)
- Jakob Westholm (1877–1935)

## Galerie

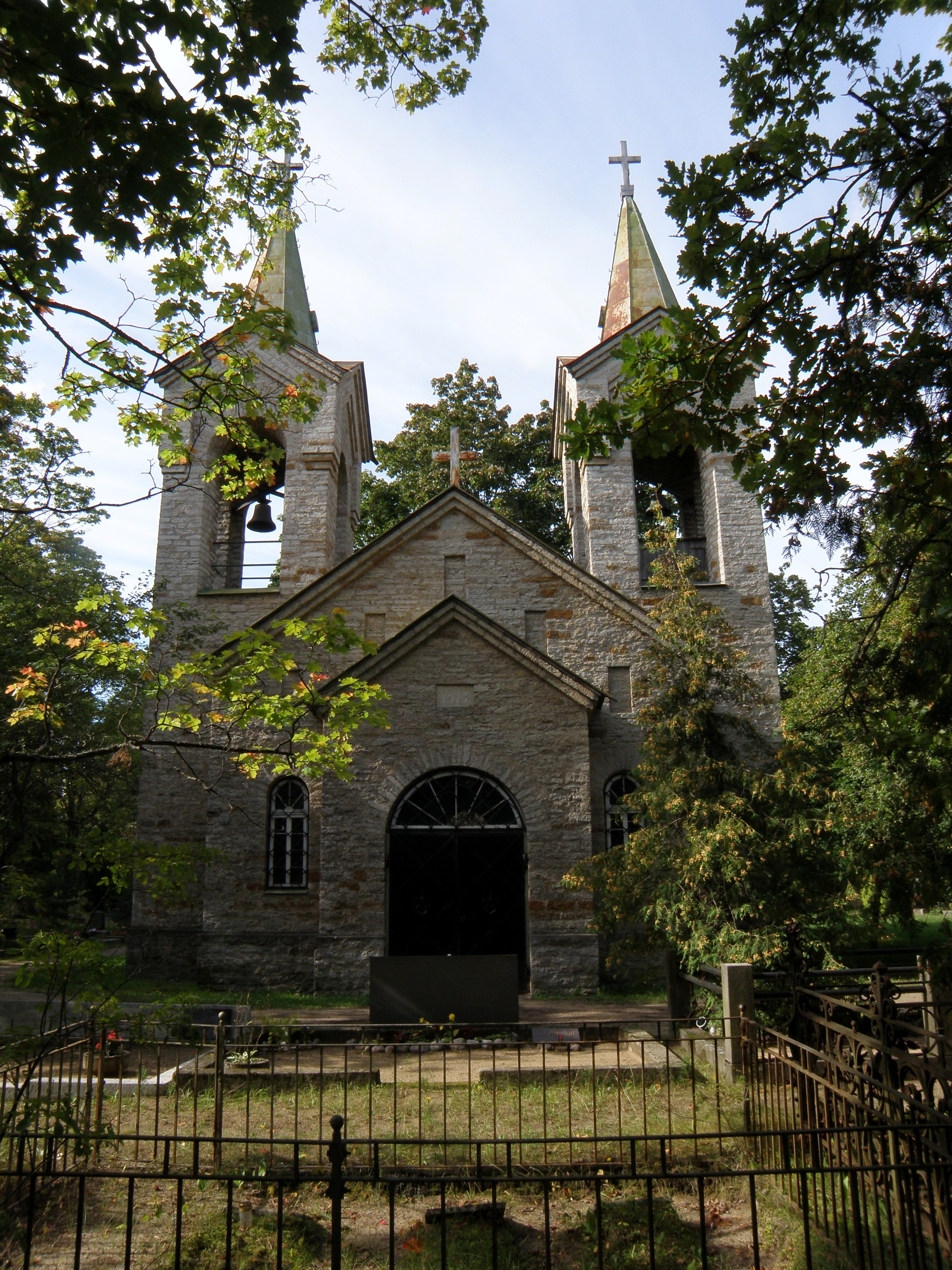
Chapelle de Charles.
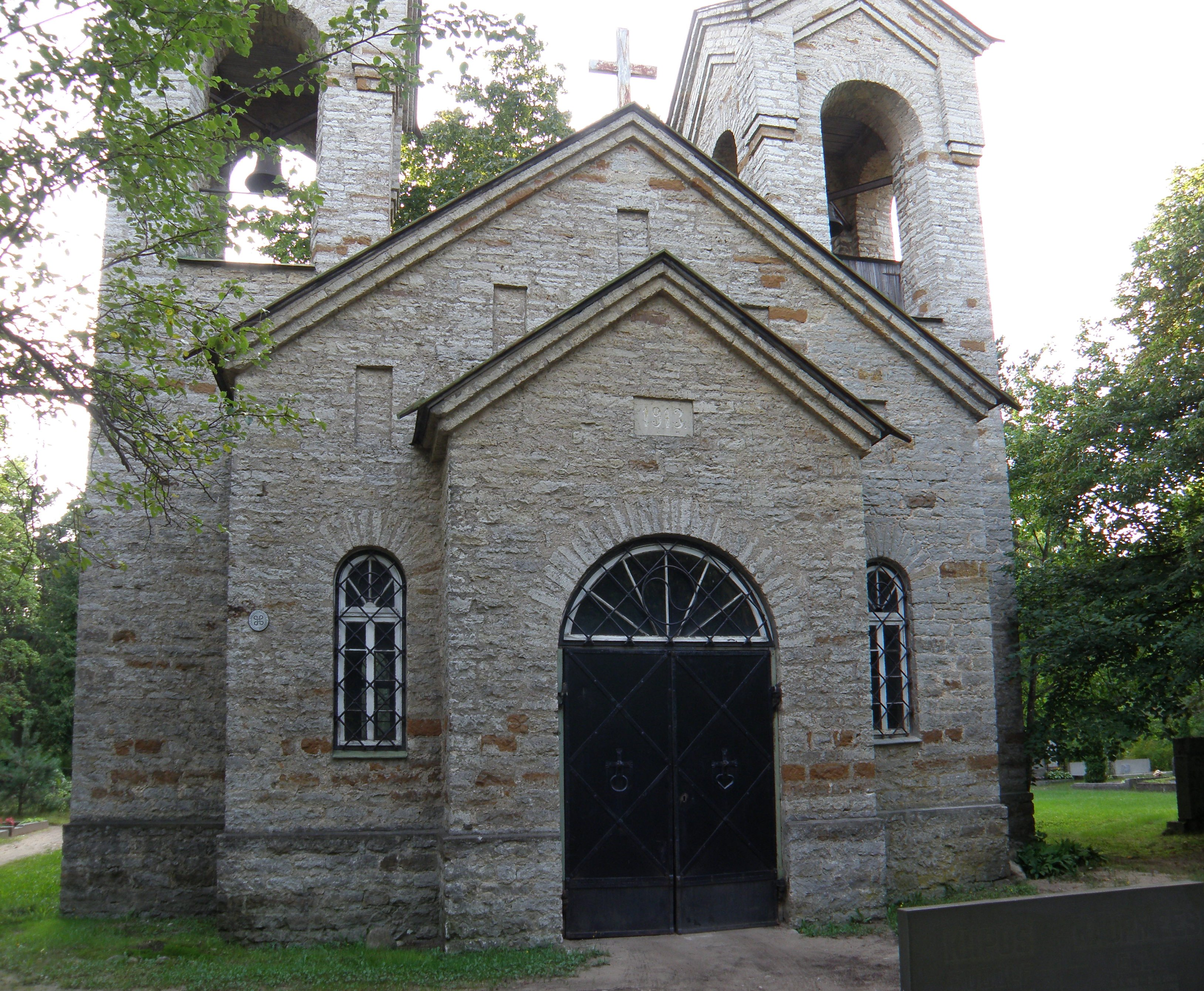
Chapelle de Charles.
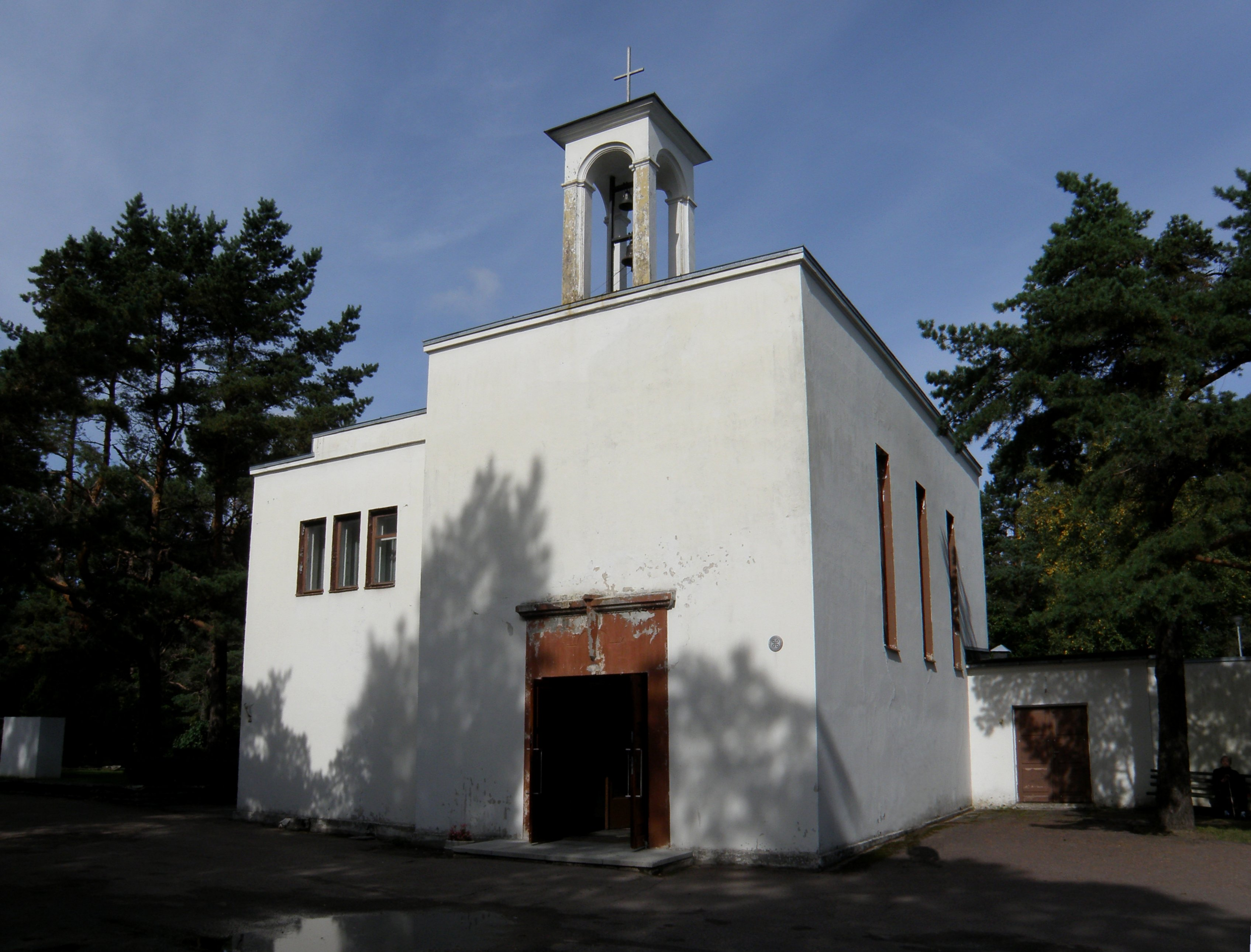
Chapelle du Saint-Esprit.
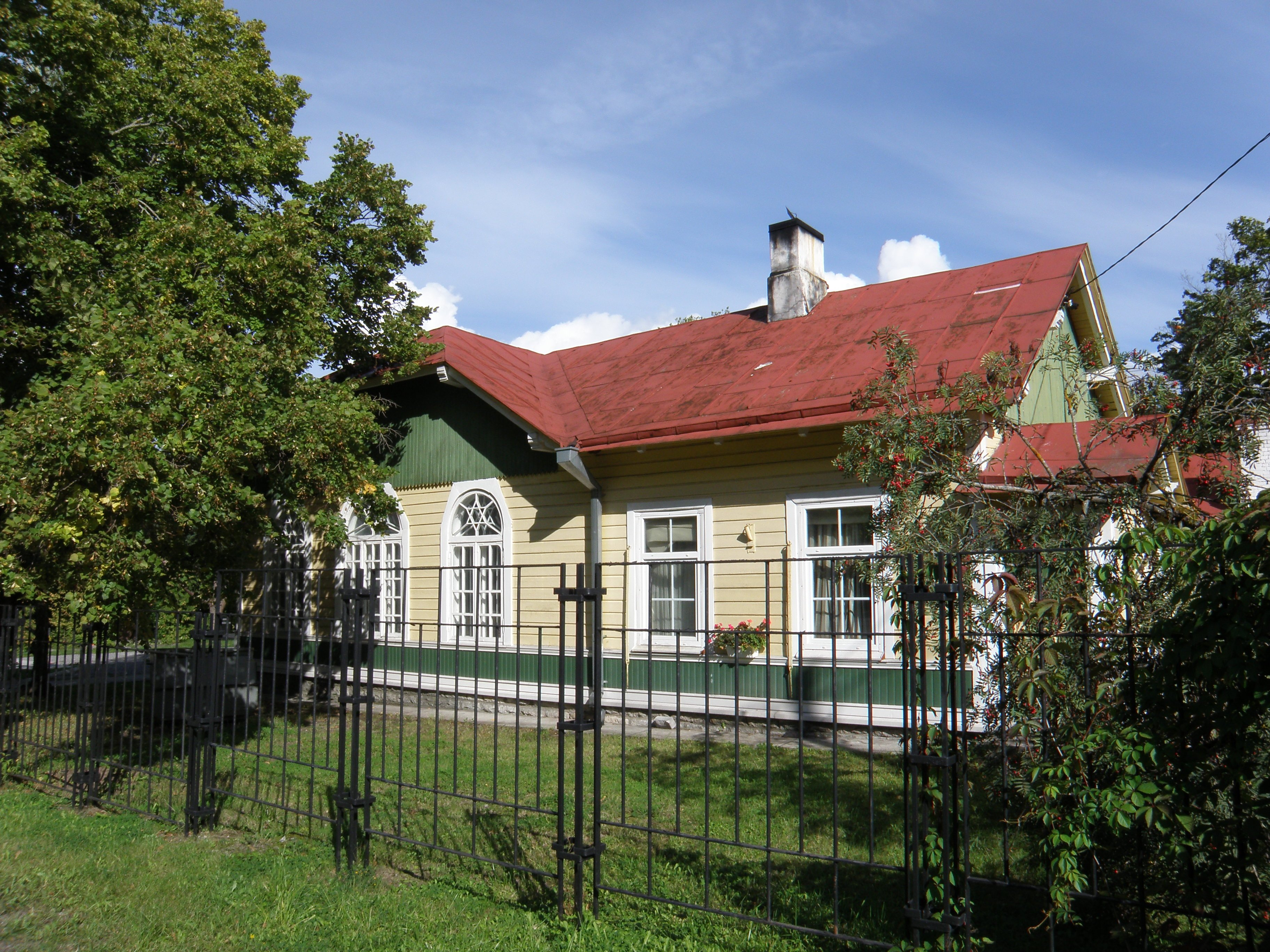
Chapelle  du cimetière juif.

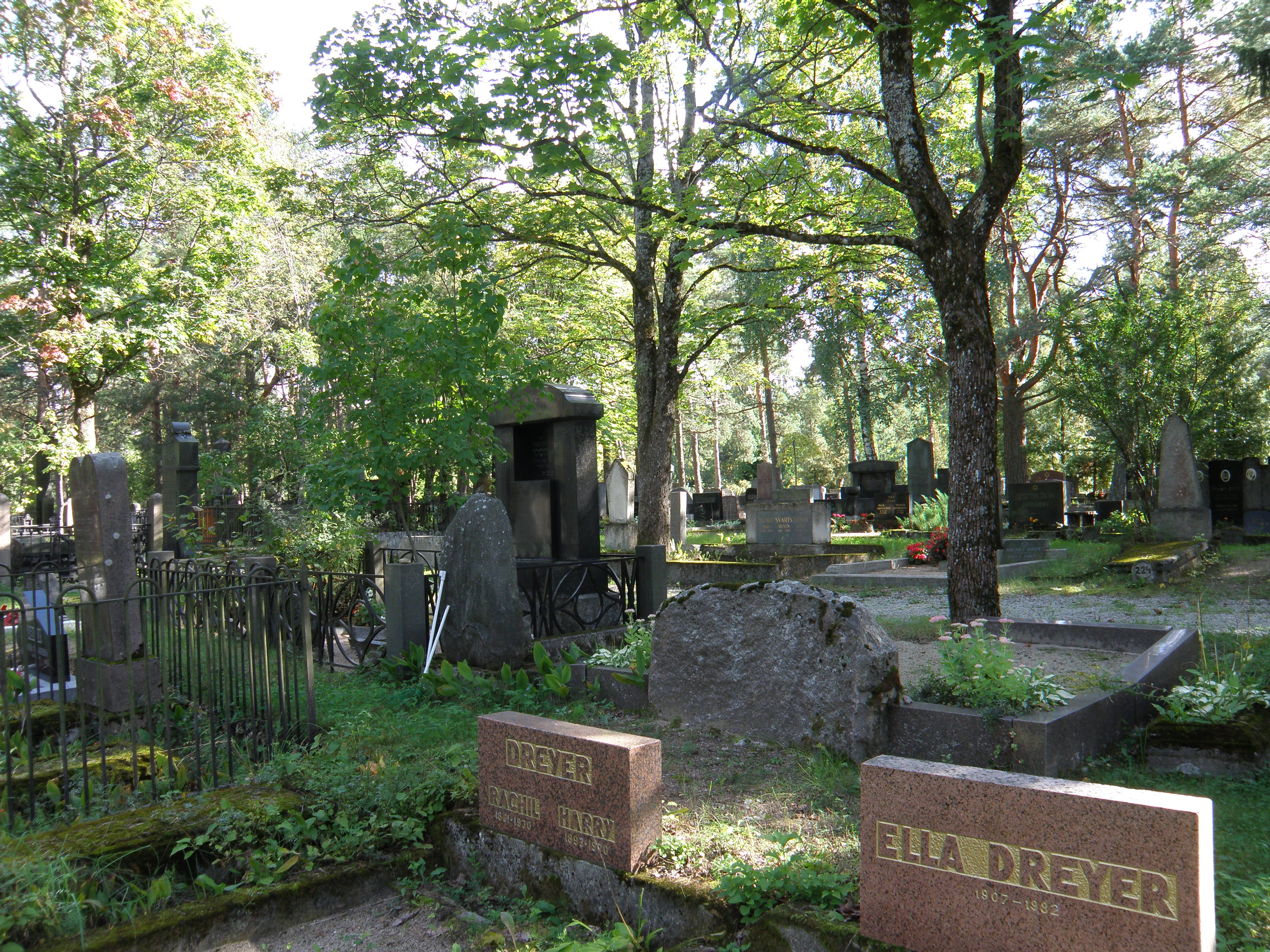
Vue du cimetière juif.
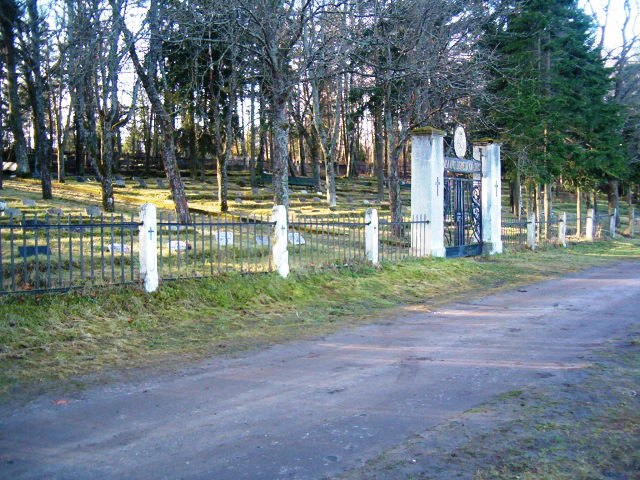
Le cimetière des pompiers.
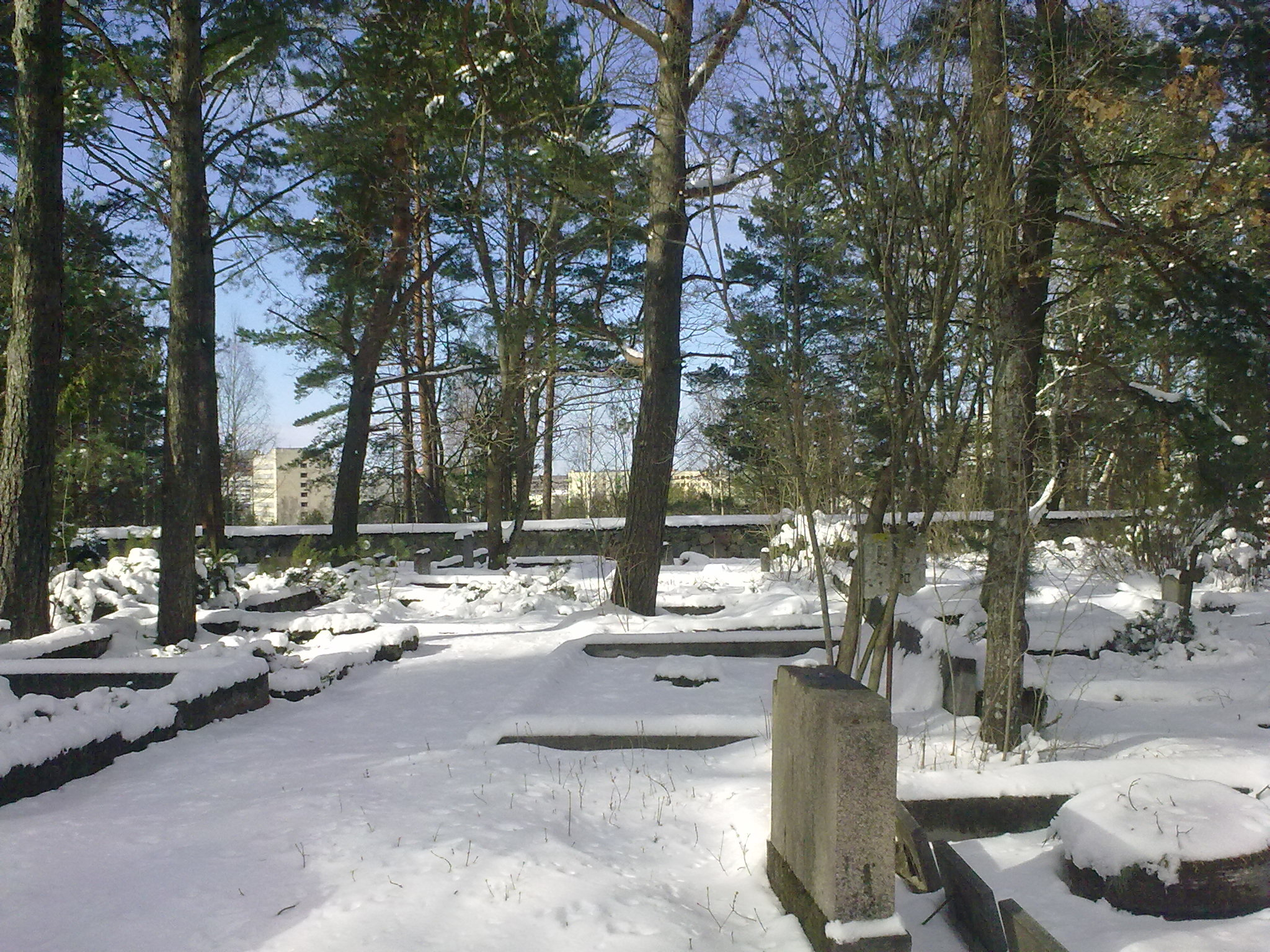
Cimetière  de Rahumäe.
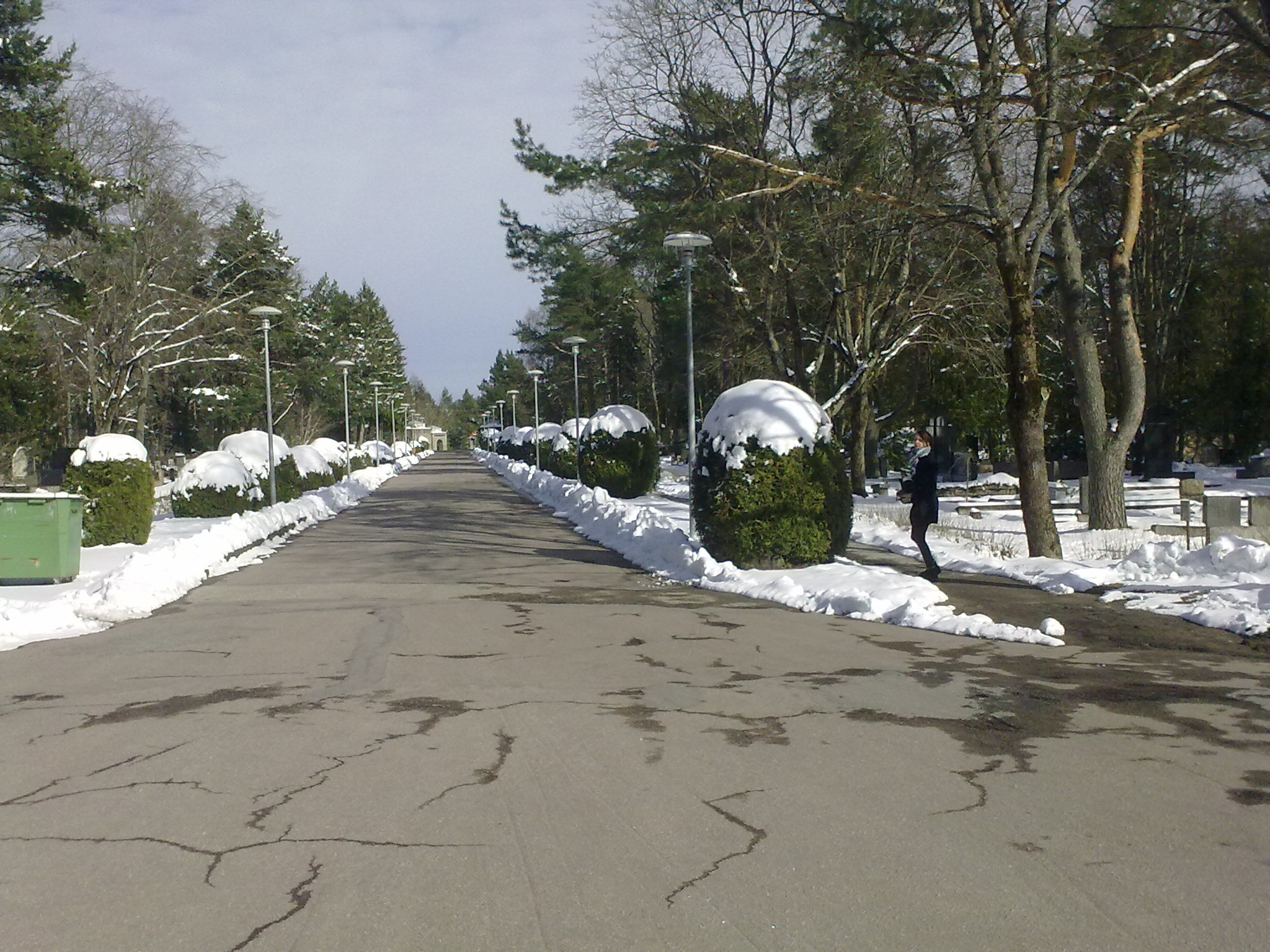
Cimetière  de Rahumäe.